# Ernst Vollrath
Ernst Vollrath (* 25. Januar 1932 in Wevelinghoven; † 30. Januar 2004 in Bochum) war ein deutscher politischer Philosoph. Er setzte sich ab Anfang der 1970er Jahre hauptsächlich mit den Werken Hannah Arendts (1906–1975) auseinander und entwickelte auf dieser Grundlage eine Theorie des Politischen.

## Leben
Ernst Vollrath wurde nach dem Studium der Philosophie in Freiburg 1959 in Köln mit Studien zur Kategorienlehre des Aristoteles zum Dr. phil. promoviert. Von 1966 bis 1968 lehrte er als Professeur Titulaire an der Universität Dakar im Senegal. Die Habilitation erfolgte 1969 in Köln.
1970 lernte er Hannah Arendt persönlich kennen – die beiden standen anschließend im Briefwechsel miteinander – und befasste sich seitdem hauptsächlich mit ihrem Denken. 1971 erschien sein Artikel Politik und Metaphysik: Zum politischen Denken von Hannah Arendt. Schon darin machte er deutlich, dass er die philosophischen und politischen Konzepte Arendts teilte. Er spricht hier wie auch in späteren Veröffentlichungen von Arendts „Phänomenologie des Politischen“.
Ab Anfang der 1970er Jahre setzte sich Arendt dafür ein, dass Vollrath ab 1973 an der New School for Social Research in New York politische Theorie im Bereich der Philosophie unterrichten konnte. Darüber hinaus nahm er auch an Arendts Seminaren an dieser Hochschule teil. 1972 besuchte Vollrath zusammen mit Hannah Arendt eine Konferenz in Toronto, deren Protokoll veröffentlicht wurde.

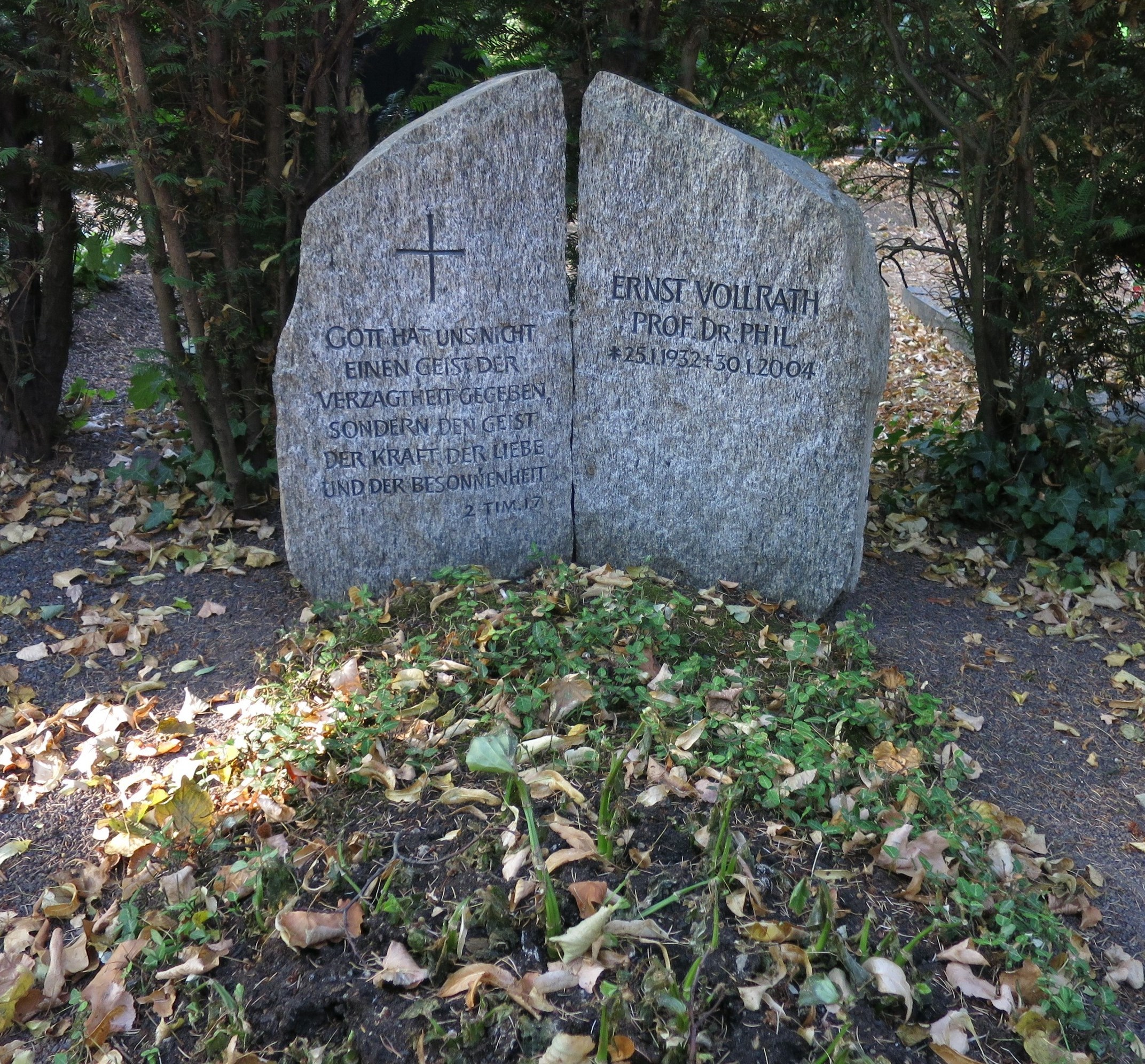
Grab Friedhof Melaten

Nach seiner Rückkehr nach Deutschland 1976 wurde er Professor für Philosophie an der Universität Köln.
1977 erschien sein Werk Die Rekonstruktion der politischen Urteilskraft, 1987 die Grundlegung einer philosophischen Theorie des Politischen.
Auch nach seiner Emeritierung 1999 beschäftigte er sich weiterhin mit Hannah Arendt. Er war somit einer der ganz wenigen Wissenschaftler, die frühe Forschungsberichte über Arendt vorzuweisen haben. Arendt wurde in der west- und ostdeutschen akademischen und politischen Diskussion kaum rezipiert, die wenigen Bezüge waren zumeist negativ konnotiert.
2001 wurde Vollrath gemeinsam mit Daniel Cohn-Bendit mit dem Hannah-Arendt-Preis für politisches Denken ausgezeichnet. Die Festrede hielt die Vorsitzende des Hannah-Arendt-Zentrums Oldenburg, Antonia Grunenberg.
2003 erschien das letzte seiner Hauptwerke, in denen er eine Theorie des Politischen und seiner Wahrnehmung (in Vollraths Terminologie: „Apperzeption“) entwickelte, Was ist das Politische? Eine Theorie des Politischen und seiner Wahrnehmung,
Bis zuletzt an Diskursen über Hannah Arendt beteiligt, die in der Zwischenzeit in Deutschland mehr und mehr an Bedeutung gewonnen hatte, starb er im Jahre 2004 im Alter von 72 Jahren.
Seine Grabstätte befindet sich auf dem Kölner Friedhof Melaten (Lit. D, zwischen HWG und Lit. H).

## Werke

### „Die Rekonstruktion der politischen Urteilskraft“, 1979
Für Benedikt Haller in seiner Rezension in der Zeitschrift für philosophische Forschung lautet Vollraths These, das Phänomen des Politischen in seiner Konstitution unterstehe dem praktischen Prinzip des konkreten Handelns einer Pluralität von Menschen und einer Vielfalt von Meinungen. Dazu stehe das abstrakte Prinzip der meisten bisherigen wahrheitsorientierten Politik-Theorien, „Selbstidentität und Selbstidentifikation“ in schroffem Gegensatz. Politik auf vermeintliche Wahrheit und identitäre Vernunft gründen wollen, bedeute politisch ruinösen Despotismus, auch wenn diese Wahrheit als der permanenten Kritik ausgesetzt betrachtet werde. Das politisch Mögliche sei kein Gegenstand des Wissens, sondern durch kluge Urteilskraft immer erst zu finden. Politik sei „öffentliches, gemeinsames und freies Handeln“. Dieses Handeln müsse phänomenal mit Hannah Arendt als subjektives, kontingentes und spontanes „Anfangenkönnen“ verstanden werden, das keine fremde gesetzmäßige Ursächlichkeit habe und daher auch nicht abgeleitet werden könne. Kants subjektive Allgemeinheit des ästhetischen Geschmacks-Urteils aus der reflektierenden Urteilskraft sei auch für das politische Meinen und Handeln bestimmend. Die Maxime der Urteilskraft sei, „sich (in der Mitteilung mit Menschen) in die Stelle jedes anderen zu denken“. Den „politischen Imperativ“ formuliere Vollrath entsprechend: „Handle so, dass durch Dein Handeln anderes Handeln (Deiner selbst und aller anderen) jederzeit möglich ist.“

### „Grundlegung einer philosophischen Theorie des Politischen“, 1987
Volker Gerhardt bescheinigt Vollrath, aus den Anregungen und den Vorarbeiten Hannah Arendts, die selbst eine Veröffentlichung über die politische Urteilskraft plante, „eine vor allem historisch gut illustrierte Konzeption“ gemacht zu haben, in der das politische Denken ähnlich wie bei Christian Meier auf die Polis und Aristoteles’ Tugendlehre zurückgeführt wird. Alles Politische sei letztlich auf nichts anderes als auf die Leistungen der menschlichen Urteilskraft, eine besondere Form der Klugheit, zu gründen, auf die Fähigkeit des Individuums, sich an die Stelle anderer Individuen zu versetzen, also mit ihnen kommunikativ zu interagieren. 
Eben diese Fähigkeit zeige sich in dem auf Mitteilung angelegten Urteil, das ja nur insoweit verstanden werden kann, als auch die Position des anderen verständlich ist. Gedanklicher Nachvollzug der Position des jeweils anderen ist somit die Elementarbedingung einer jeden Kommunikation. Da Kommunikation immer auch als soziale Interaktion begriffen werden kann, ist der im Urteil stets schon vollzogene Standpunktwechsel die Grundvoraussetzung alles sozialen Handeln.
Dieser Standpunktwechsel geschehe immer im Bewusstsein einer „elementaren Gemeinsamkeit mit dem jeweils anderen“. In jedem Urteil sei damit die Idee einer „Gemeinschaft selbständiger Individuen“ immer schon „praktisch wirksam“. Vollrath grenzt diesen Gebrauch der Vernunft von szientifischen Verengungen ab, die zu einer Entpolitisierung des Politischen geführt hätten. Über die Verortung im Altertum hinaus analysiert Vollrath das Vermögen des sensus communis im Anschluss an Kants Kritik der Urteilskraft systematisch als die besonders in der Neuzeit notwendige neue Klugheit, bei der das früher lediglich auf die Objekterkenntnis bezogene Kriterium der Intersubjektivität im Medium der Interpersonalität überwunden wird. An die Stelle bloß begrifflicher Allgemeinheit trete die „ganzheitliche Universalität, die sich im wechselseitigen Nachvollzug der Positionen der jeweils anderen  Personen ergibt.“
Wirklich allgemein kann hier nur werden, was sich im praktischen Urteil als Gemeingut erweist. Das Erkannte ist zugleich das Anerkannte.

## Privates
Er war mit der Historikerin Hanna Vollrath verheiratet.

## Zitat
„Es ist Hannah Arendt gelungen, den Typ des Wissens und der vernunfthaften weltlichen Rationalität wenigstens im Ansatz zu bestimmen, der dem kontingenten, optionalen, weltlichen, gegenhandelnden, alles zusammengehörige Charaktere, Phänomen des Politischen angemessen ist. ... In der reflektierenden Urteilskraft ... ist ein Vermögen entdeckt, welches nicht nach vorgegebenen Begriffen verfährt, sondern den begrifflichen Horizont für sein Urteilen von ihm selbst her, von seiner reflektierenden Tätigkeit her, entwirft und so den begrifflichen Horizont selbst schafft. ... Die reflektierende Urteilskraft ist der Typus der neuen Wahrnehmung des Politischen“

– Ernst Vollrath: Was ist das Politische?

## Publikationen (Auswahl)
- Die Gliederung der Metaphysik in eine Metaphysica Generalis und eine Metaphysica Specialis. In: Zeitschrift für philosophische Forschung, April–Juni 1962, 16, S. 258–284.
- Die These der Metaphysik. Zur Gestalt der Metaphysik bei Aristoteles, Kant und Hegel. Henn, Wuppertal 1969.
- Studien zur Kategorienlehre des Aristoteles (= Academia Philosophical Studies. Bd. 1). Academia, 1969, ISBN 3-88345-836-8.
- Lenin und der Staat. Zum Begriff des Politischen bei Lenin. Henn, Wuppertal 1970.
- Politik und Metaphysik: Zum politischen Denken von Hannah Arendt. In: Zeitschrift für Politik 18, 1971, S. 205–232; wieder in: Adelbert Reif (Hrsg.): Hannah Arendt. Materialien zu ihrem Werk. Europa, Wien 1979, ISBN 3-203-50718-8, S. 19–58.
- Hannah Arendt and the Method of Political Thinking. In: Social Research. 44, 1, 1977, S. 170–182; dt. (erweiterte Fassung): Hannah Arendt und die Methode des politischen Denkens. In: Adelbert Reif (Hrsg.): Hannah Arendt. Materialien zu ihrem Werk. Darin: Hannah Arendt über Meinung und Urteilskraft. Wien 1979, S. 59–84.
- Hannah Arendt über Meinung und Urteilskraft. In: Adelbert Reif (Hrsg.): Hannah Arendt. Materialien zu ihrem Werk. Darin: Hannah Arendt über Meinung und Urteilskraft. Wien 1979, S. 85–108
- Grundlegung einer philosophischen Theorie des Politischen, Königshausen & Neumann, Würzburg 1987
- Hannah Arendt und Martin Heidegger. In: A. Gethmann-Siefert, Otto Pöggeler (Hrsg.): Heidegger und die praktische Philosophie. Suhrkamp, Frankfurt am Main 1988, S. 357–372.
- Die Originalität des Beitrages von Hannah Arendt zur Theorie des Politischen. In: Eveline Valtink (Hg.): Macht und Gewalt: Einführung in die Philosophie Hannah Arendts. Evangelische Akademie Hofgeismar (= Hofgeismarer Protokolle, 258) 1989, S. 7–23.
- Hannah Arendt. In: Karl Graf Ballestrem, Henning Ottmann (Hrsg.): Politische Philosophie des 20. Jahrhunderts. Oldenburg, München 1990, S. 13–32.
- Max Weber: Sozialwissenschaft zwischen Staatsrechtslehre und Kulturkritik. In: PVS. Zeitschrift der Deutschen Vereinigung für politische Wissenschaft. (Universität Osnabrück), 1, 1990.
- Hannah Arendts „Kritik der politischen Urteilskraft“. In Peter Kemper (Hg.): Die Zukunft des Politischen. Ausblicke auf H. A. Fischer, Frankfurt am Main 1993, S. 34–54.
- Fragmente der Erfahrung des Politischen. Rezension über Hannah Arendt, „Was ist Politik?“ In: Politisches Denken: Jahrbuch 1993. S. 185–188.
- Hannah Arendt bei den Linken. In: Neue Politische Literatur. 38, 1993, S. 361–372.
- Revolution und Konstitution als republikanische Grundmotive bei Hannah Arendt. In: Bernward Baule (Hrsg.): Hannah Arendt und die Berliner Republik. Fragen an das vereinigte Deutschland. Aufbau, Berlin 1996, S. 130–150.
- Handeln und Urteilen: Zur Problematik von Hannah Arendts Lektüre von Kants „Kritik der Urteilskraft“ unter einer politischen Perspektive. In Herfried Münkler (Hg.): Bürgerreligion und Bürgertugend: Debatten über die vorpolitischen Grundlagen politischer Ordnung. Nomos, Baden-Baden 1996, S. 228–249.
- Hannah Arendt: A German-American Jewess Views the United States and Looks back to Germany. In Peter Graf Kielmansegg et al. (Hrsg.): Hannah Arendt and Leo Strauss: German Emigrés and American Political Thought after World War II. Cambridge University Press, 1997, S. 45–60.
- Hannah Arendt und Martin Heidegger, erneut betrachtet. In: Andreas Großmann (Hrsg.): Metaphysik der praktischen Welt. Perspektiven im Anschluß an Hegel und Heidegger. Festgabe für Otto Pöggeler. Rodopi, Amsterdam 2000, S. 192–210.
- Vom ‚radikal Bösen’ zur ‚Banalität des Bösen': Überlegungen zu einem Gedankengang von Hannah Arendt. In: Festschrift zur Verleihung des Hannah-Arendt-Preises für politisches Denken 2001 an E. V. & Daniel Cohn-Bendit. Beilage zu Kommune. 6, 2002, S. 3–9 Volltext nur Vollrath (Memento vom 22. März 2005 im Internet Archive)[13]
- Was ist das Politische? Eine Theorie des Politischen und seiner Wahrnehmung. Königshausen & Neumann, Würzburg 2003.
- Politisch, das Politische. In: Joachim Ritter, Karlfried Gründer, Gottfried Gabriel (Hg.): Historisches Wörterbuch der Philosophie. 2010. S. 1072–1075